# 広瀬隆
広瀬 隆（ひろせ たかし、1943年〈昭和18年〉1月24日 - ）は、日本の作家。父は建築家の広瀬三郎。

## 略歴
東京生まれ。早稲田大学理工学部応用化学科卒業。大学卒業後、メーカーの技術者を経て、執筆活動を開始、医学文献等の翻訳に携わる。
1979年のスリーマイル島原子力発電所事故を機に、原発を考える市民団体「緑の会」の一員として、『原子力発電とはなにか……そのわかりやすい説明』（緑の会、編集責任者：広瀬隆、野草社、1981年）を出版。1980年代初期の著作として「安全というならば、長大な送電線建設コストのかかる地方ではなく、電力の大消費地である首都圏に原子力発電所を建設してはどうか」と指摘した『東京に原発を!』（広瀬隆著、企画：緑の会、JICC出版局、1981年）や、がんや白血病で死んだハリウッドスターの死因と、ネバダ州で行われていた大気圏内核実験の因果関係を示唆した『ジョン・ウェインはなぜ死んだか』（文藝春秋社、1982年）がある。『東京に原発を!』の刊行後、1981年 後半頃から「緑の会」は、広瀬を中心とする「東京・緑の会」に移行し、東京に原発を「誘致」する署名活動を新宿駅西口でおこなった。この活動は日本テレビの『NNNドキュメント'81』でも「東京に原発がやってくる!?」というタイトルで取り上げられた（1981年10月25日放映）。このドキュメンタリーの時点で署名者は約400人だったという。
1986年4月26日にチェルノブイリ原子力発電所事故が発生すると、広瀬名義による『東京に原発を!』の改訂版や、『危険な話』（八月書館、1987年）で、原子力（発電や放射性廃棄物）の危険性を主張する立場を鮮明にする。これらの著作は反響を呼び、広瀬は月刊誌『DAYS JAPAN』（講談社）に原発関係の記事を繰り返し寄稿する他、「朝まで生テレビ!」で原発を扱った回に出演するなど、原子力撤廃運動の論客として広く注目されるに至った。
『文藝春秋』（1988年8月刊）は広瀬の『危険な話』を批判する「デタラメだらけの『危険な話』」を掲載した。広瀬はテレビ番組で反論を行っている。また、日本原子力文化振興財団は『つくられた恐怖 「危険な話」の誤り』を出版した。
以後の原子力発電関係の著作として、『新版 眠れない話』（新潮社、1991年）、『新版 最後の話』（新潮社、1994年）、地震による原発事故を論じた『柩の列島』（光文社、1995年）、『原子炉時限爆弾』（ダイヤモンド社、2010年）などがある。
原子力発電に関する著作の他、世界経済、日本経済の裏側についての著作も多い。1986年の『億万長者はハリウッドを殺す』（講談社）は、ロックフェラーとモルガンの2財閥を軸にして近現代史を読み解く内容であり、主にロスチャイルド財閥を扱った1991年の『赤い楯』（講談社）など、この系列の著作はその後も刊行されている。1980年代後半には、内外のデータベースを駆使した調査が注目を集めた。
パレスチナ問題については、広河隆一らの『ダイヤモンドと死の商人』（三友社出版、1988年）を『危険な話』の中で高く評価している。2003年に刊行した『アメリカの保守本流』では、ブッシュ政権が日朝国交正常化を阻害した可能性を指摘し、北朝鮮民衆の貧困と飢餓を加速した原因は軍事予算の肥大化にあり、その根底には北朝鮮を包囲する核への危機感と対抗意識があると述べている。
2010年に刊行した『二酸化炭素温暖化説の崩壊』（集英社新書）では地球温暖化に言及している。広瀬の主張について、安井至は日本経済新聞の記事（「地球の気候当面『寒冷化』」2009年2月2日朝刊科学面）と共に批判している。また、本書で言及されているクライメートゲート事件については、調査報告 によれば気候研究ユニット（CRU）には捏造などの不正は無かったとされ、調査結果を受け関係者は復職している。本書では環境破壊について、（地球にとって）一番悪いのは「毒物」と「熱の排出」と「機械的な自然破壊」であるとしている。また、原発の温排水が発電量の2倍の熱量で海を加熱し生物に悪影響を及ぼしていることが主張されている。ただし、あらゆる人為的な廃熱（原発に限らない）の影響は人為的な温暖化ガスの影響2.9 W/m2のおよそ100分の1（0.028 W/m2）であり、全地球的な温暖化への寄与は小さいとする推定がある。
2011年3月11日発生の東日本大震災後、福島第一原子力発電所事故について、3月17日朝日ニュースター「ニュースの深層」への出演（「福島原発事故 -メディア報道のあり方-」）、その出演模様のYouTubeへの転載、その後もUstream等を通じての積極的な情報発信を続け、圧力容器まで含めた原子炉主要部の完全破壊によって数百万の人々が死亡する旨を主張した『原子炉時限爆弾』(2010年)を初めとする過去の著書が再版、増刷されている。一方、朝日ニュースターで放送された内容については、北村正晴（東北大学名誉教授）から疑問が寄せられ、物議をかもした。
原子力の代替手段としては『燃料電池が世界を変える』 （日本放送出版協会、2001年） においてコジェネレーション、ガスタービンコンバインドサイクル発電と燃料電池を挙げている。東京電力の新設火力発電所を見学した際には、その技術の先進性について社員を賞賛したという。太陽光発電等の自然エネルギーについては長期的なペースで徐々に進めればよいと主張している。また、自然エネルギーでは20年を経ても原発の電力分を100％代替することは不可能であり、原発を推進するための格好の口実になってしまうとして、今議論が必要なのは、天気や風の気まぐれに頼る自然エネルギーではなくコンバインドサイクルのような安定供給できる設備であると主張している。
2011年7月8日付で広瀬及び明石昇二郎は、勝俣恒久・班目春樹・寺坂信昭（Aグループ＝行政等責任者） と山下俊一（Bグループ＝研究者） ら32名を東京地検特捜部に刑事告発した。
リニア中央新幹線計画については、無用の浪費計画である為、関連予算は凍結し東日本大震災の復興資金にあてるべきだと述べている。
2019年7月29日の時事週刊誌【週刊朝日】に掲載したオンラインコラムで、「朝鮮人強制徴用はナチス・ドイツのホロコーストと何ら違わない。1965年に日本が韓国に支払った金は経済協力であり、（強制徴用などに対する）賠償金ではない。日本企業に賠償を命令した韓国大法院（最高裁）の判決は、当然の判決」と発言し、これを中央日報が「日本の著名な脱核専門家であり、作家である広瀬隆さんが最近韓日間紛争の原因とされる強制徴用賠償問題についてこのように主張した。」と大々的に取り上げ、物議をかもした。また7月31日の同コラム にて「ドイツに対する戦時中の批判はまったく起こっていない」などと発言しているが、実際にはドイツの戦時中の行為に対する被害国からの批判は21世紀でも非常に強く、2019年においても周辺国からドイツに対し莫大な賠償請求が行われている。

## 著書
- 『魔術の花』 1979年9月 鼎書店 （小説）「由木匡（ゆきただす）」名義、共著。のち『不完全犯罪』（集英社文庫、1988年）に再録
- 『なぞの旅』1980年8月 まほろば出版 （小説）「由木匡」名義（絵:ピエール・クードロワ）
- 『原子力発電とはなにか……そのわかりやすい説明』1981年1月（野草社）（緑の会 編集）
- 『東京に原発を！』1981年3月（JICC出版局）のち集英社文庫
- 『ジョン・ウェインはなぜ死んだか』文藝春秋、1982年12月25日。
  - 『ジョン・ウェインはなぜ死んだか』〈文春文庫〉、文藝春秋、1986年6月25日。ISBN 4-16-742501-7。
- 『クラウゼヴィッツの暗号文』新潮社、1984年4月15日。のち文庫
- 『越山会へ 恐怖のプレゼント : 放射性廃棄物』廣松書店、1984年7月10日。
- 『ゴルバチョフの処刑台 : 回答期限8月6日8時15分』〈カッパブックス〉、光文社、1985年5月31日。（小説）
- 『億万長者はハリウッドを殺す』上下 1986年4月（講談社）のち文庫
- 『危険な話 チェルノブイリと日本の運命』1987年4月（八月書館）のち新潮文庫
- 『ジキル博士のハイドを探せ データベース全地球取材報告』 1988年4月 (ダイヤモンド社)
- 『チェルノブイリの少年たち』 ドキュメント・ノベル 太郎次郎社 1988年 のち新潮文庫
- 『四番目の恐怖 チェルノブイリ、スリーマイル島、ウィンズケール、そして青森をつなぐ運命』1988年8月（講談社）（写真:広河隆一）のち『悲劇が進む』文庫
- 『眠れない話 刻々と迫りくる日本の大事故』1988年10月（八月書館）のち新潮文庫
- 『不完全犯罪』集英社文庫 1988年12月 （集英社）
- 『北陸が日本地図から消える日 能登原発恐怖の疑惑』（編著）JICC出版局 1988年9月
- 『下北半島の悪魔 核燃料サイクルと原子力マフィアの陰謀』（編著）JICC出版局 1988年
- 『原発がとまった日 1億2000万人のための脱原発読本』（編著）1989年4月 (ダイヤモンド社)
- 『最後の話 死の灰と世紀末』1991年4月（八月書館 のち新潮文庫
- 『赤い楯―ロスチャイルドの謎』上下  1991年11月（集英社）のち文庫
- 『国連の死の商人たち』1992年1月（八月書館）
- 『いつも月夜とは限らない』1991年6月 （講談社）のち文庫
- 『ロマノフ家の黄金 ロシア大財閥の復活』（地球の支配者 1）ダイヤモンド社 1993年3月
- 『地球のゆくえ』 集英社 1994年7月  のち文庫
- 『ドイツの森番たち』橋口譲二写真、1994年7月 （集英社）『恐怖の放射性廃棄物』文庫
- 『兜町の妖怪 世紀末黄金伝説』 光文社 1994年12月 のち文庫
- 『柩の列島―原発に大地震が襲いかかるとき』 1995年3月 光文社）
- 『ハリウッド大家族―華麗なる黄金時代』 1996年3月 (ダイヤモンド社)
- 『脅迫者の手』 1996年8月 （光文社）
- 『腐食の連鎖』 1996年11月 （光文社）
- 『予言された二十一世紀―歴史を目撃した映画』1997年9月 （集英社）
- 『私物国家 日本の黒幕の系図』1997年10月（光文社）のち知恵の森文庫
- 『地球の落とし穴』 1998年3月 （日本放送出版協会） のち文春文庫
- 『漢方経済学―聴け、万国の労働者』 1998年11月 （光文社）
- 『パンドラの箱の悪魔』1999年6月（NHK出版）のち文春文庫
- 『アメリカの経済支配者たち』集英社新書 1999年12月
- 『原子力発電で本当に私たちが知りたい120の基礎知識』 2000年11月 （藤田祐幸共著 東京書籍）
- 『燃料電池が世界を変える―エネルギー革命最前線』 2001年2月 （日本放送出版協会）
- 『カレル橋の1ユーロ』 2001年9月 （恒文社21）
- 『アメリカの巨大軍需産業』集英社新書 2001年4月
- 『世界石油戦争 燃えあがる歴史のパイプライン』 2002年6月 （NHK出版）
- 『世界金融戦争 謀略うずまくウォール街』 2002年11月 （NHK出版）
- 『アメリカの保守本流』 集英社新書 2003年9月
- 『一本の鎖 地球の運命を握る者たち』 2004年4月 (ダイヤモンド社)
- 『日本のゆくえアジアのゆくえ』 2004年9月 (日本実業出版社)
- 『持丸長者 日本を動かした怪物たち 幕末・維新編』2007年2月 (ダイヤモンド社)
- 『持丸長者 国家狂乱編』 2007年7月 (ダイヤモンド社)
- 『持丸長者 戦後復興篇』 2008年4月 (ダイヤモンド社)
- 『資本主義崩壊の首謀者たち』 集英社新書 2009年4月
- 『金融恐慌の張本人はだれか』 2009年4月 (ビデオプレス) （dvd）
- 『二酸化炭素温暖化説の崩壊』 集英社新書 2010年7月 ISBN 4087205525
- 『原子炉時限爆弾 大地震におびえる日本列島』 2010年8月 (ダイヤモンド社)
- 『FUKUSHIMA 福島原発メルトダウン』 2011年5月 (朝日新書) ISBN 9784022733986
- 『象の背中で焚火をすれば』 2011年6月 (NHK出版)
- 『こういうこと。 終わらない福島原発事故』 2011年6月 (金曜日)
- 『原発の闇を暴く』 2011年7月 (集英社新書)、共著 ISBN 9784087206029
- 『新エネルギーが世界を変える 原子力産業の終焉』 2011年8月（NHK出版）
- 『原発破局を阻止せよ！』 2011年8月（朝日新聞出版）
- 『福島原発事故の「犯罪」を裁く』 2011年11月（宝島社）、共著
- 『第二のフクシマ、日本滅亡』 2012年2月（朝日新書）
- 『原発ゼロ社会へ！新エネルギー論』 2012年11月（集英社新書）
- 『原発処分先進国ドイツの現実——地底1000メートルの核ゴミ地獄』 2014年4月（五月書房）
- 『ロシア革命史入門』2017年2月（インターナショナル新書）ISBN 9784797680072

### 翻訳
- アーマンド・ハマー『ドクター・ハマー ― 私はなぜ米ソ首脳を動かすのか』 ダイヤモンド社 1987年
- レイトン・マッカートニー『ベクテルの秘密ファイル―CIA・原子力・ホワイトハウス』 ダイヤモンド社 1988年
- V・シムソン、A・ジェニング 『黒い輪―権力・金・クスリ オリンピックの内幕』 光文社 1992年
- アルバカーキ・トリビューン（編）『マンハッタン計画―プルトニウム人体実験』 小学館 1994年